# Abies cilicica
L'abete della Cilicia (Antoine & Kotschy) Carrière è un albero della famiglia delle Pinaceae endemico della Turchia, della Siria e del Libano.

## Etimologia
Il nome generico Abies, utilizzato già dai latini, potrebbe, secondo un'interpretazione etimologica, derivare dalla parola greca ἄβιος = longevo. Il nome specifico cilicica fa riferimento alla Cilicia, antica provincia romana e regione geografica storica corrispondente all'area attuale delle montagne del Tauro in Turchia.

## Descrizione
Albero alto fino a 35 m, con tronco che può raggiungere i 2 m di diametro, a portamento conico. La corteccia, grigio-cenere e liscia da giovane, diviene con l'età fessurata in scaglie. I rami principali hanno portamento ascendente; i rami secondari sono di colore dal rosso giallastro al marrone olivastro, glabri. Le gemme sono di forma ovoidale, non resinose, di colore castano; le perule che le rivestono sono carenate e libere in punta.
Le foglie sono aghiformi, di colore verde scuro superiormente, verde biancastro inferiormente, lunghe fino a 4 cm, con apice intero o lievemente bifido.
Gli strobili femminili, di color verde inizialmente, marroni a maturazione, sono cilindrici, lunghi fino a 20 cm e larghi fino a 6 cm, talvolta disposti in coppia, con corto peduncolo; le scaglie sono a forma di ventaglio, lunghe 3 cm, larghe 3,5 cm, lisce. Gli strobili maschili sono lunghi 1,5 cm, giallastri con microsporofilli rossi. I semi, di colore marrone chiaro, sono lunghi fino a 12 mm, a forma di uovo rovesciato, con ali marrone chiaro di 17 mm, cuneate.

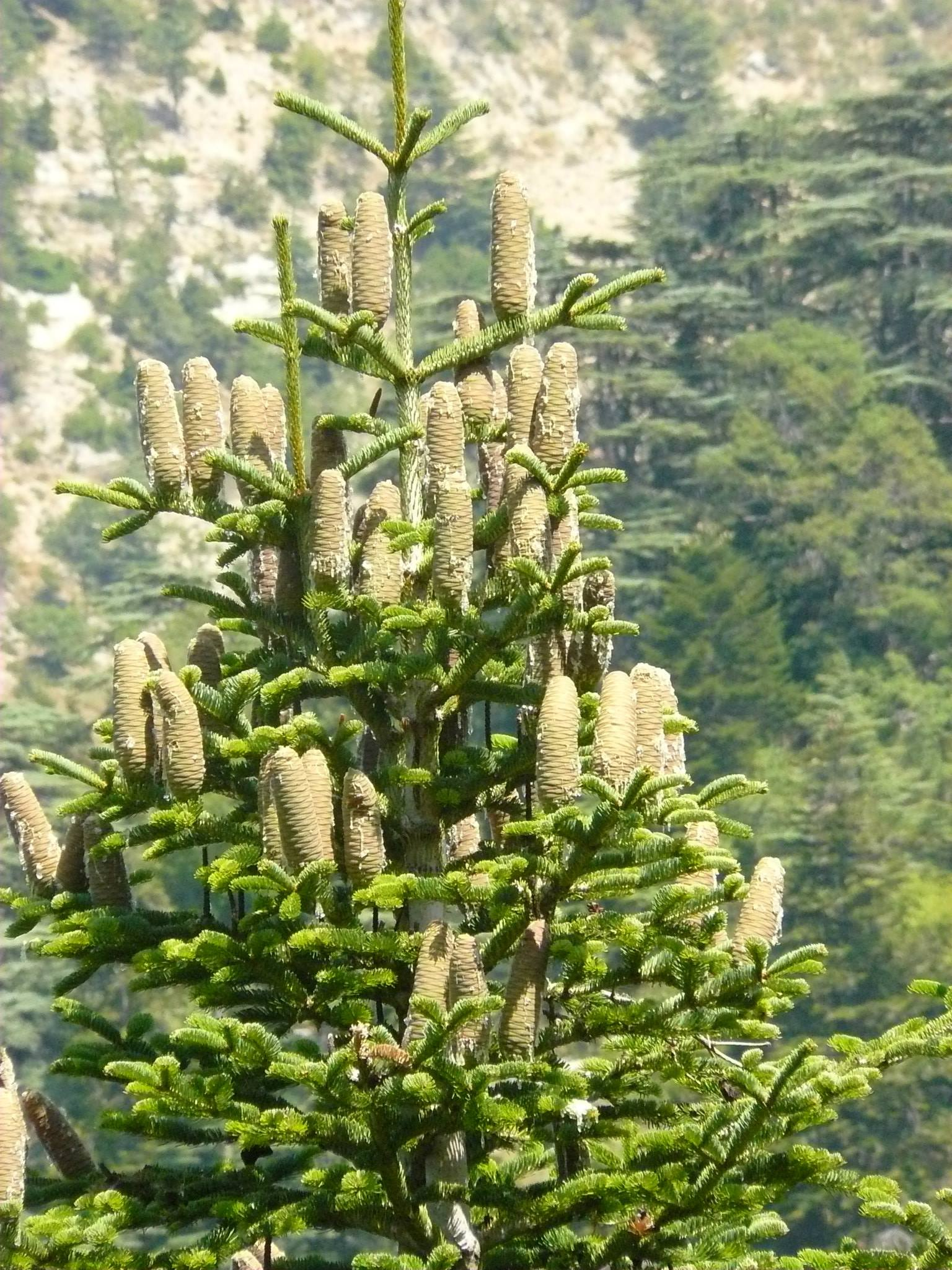
Sommità con strobili femminili
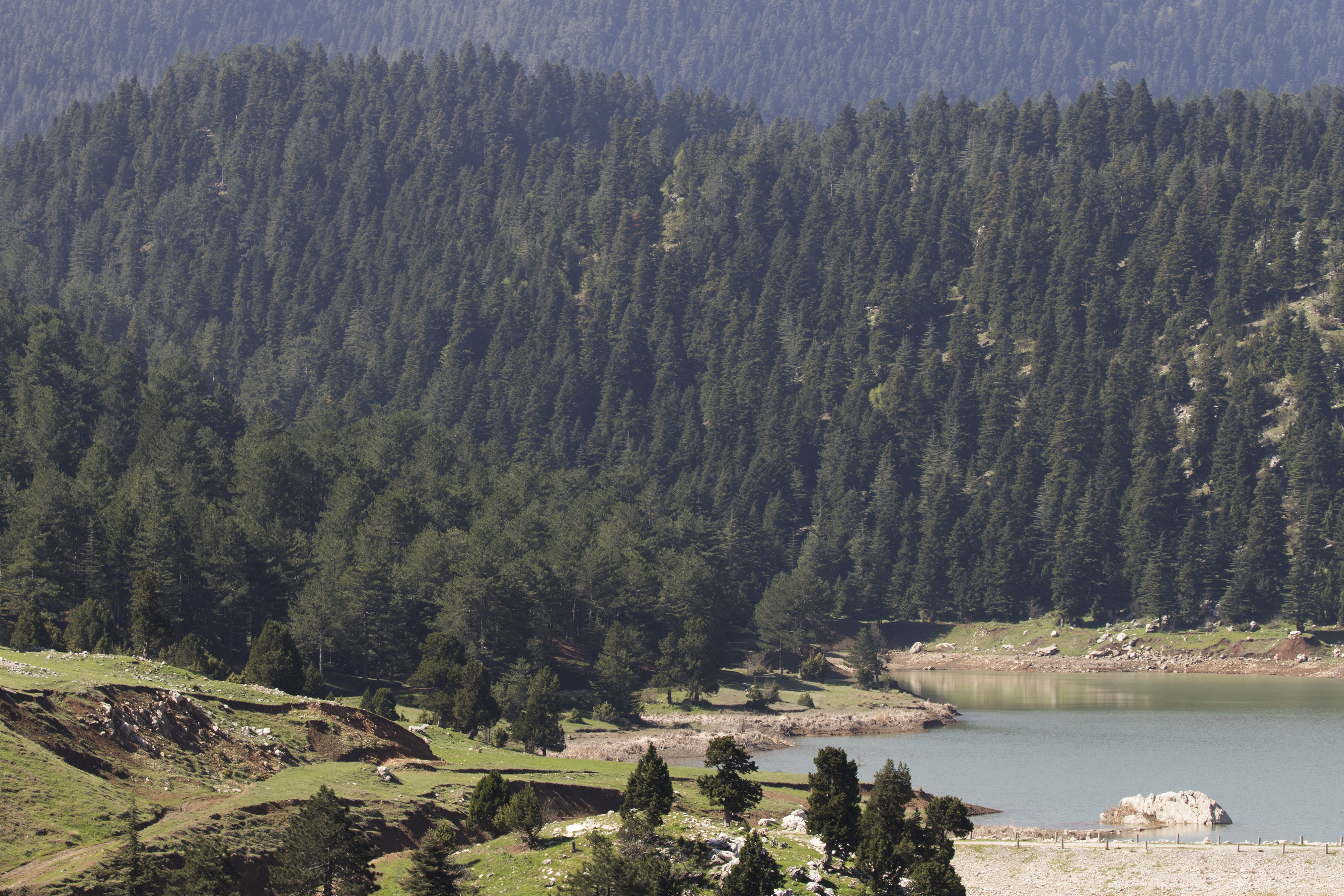
Foresta pura di A. cilicica
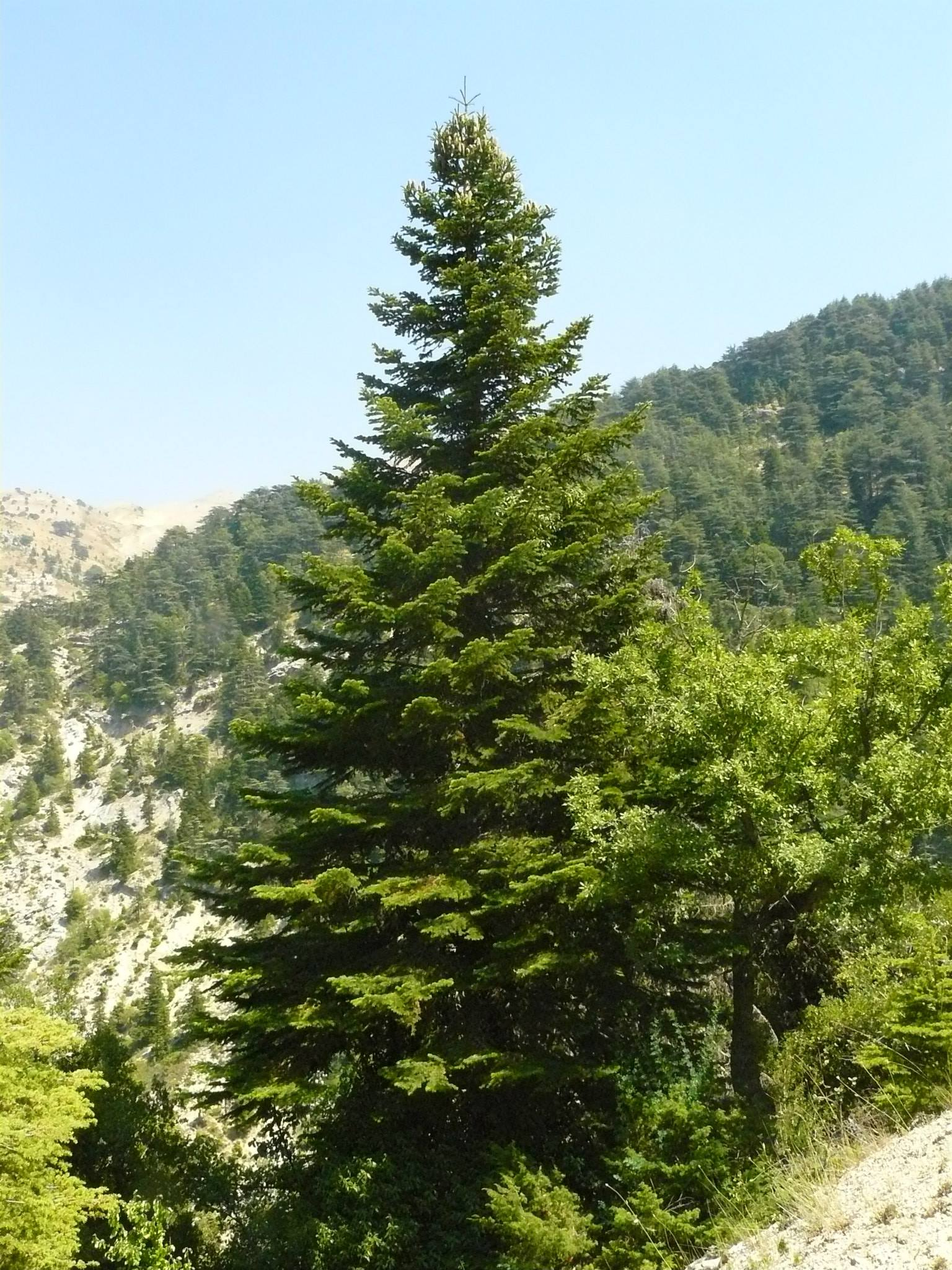
Giovane esemplare di abete della Cilicia
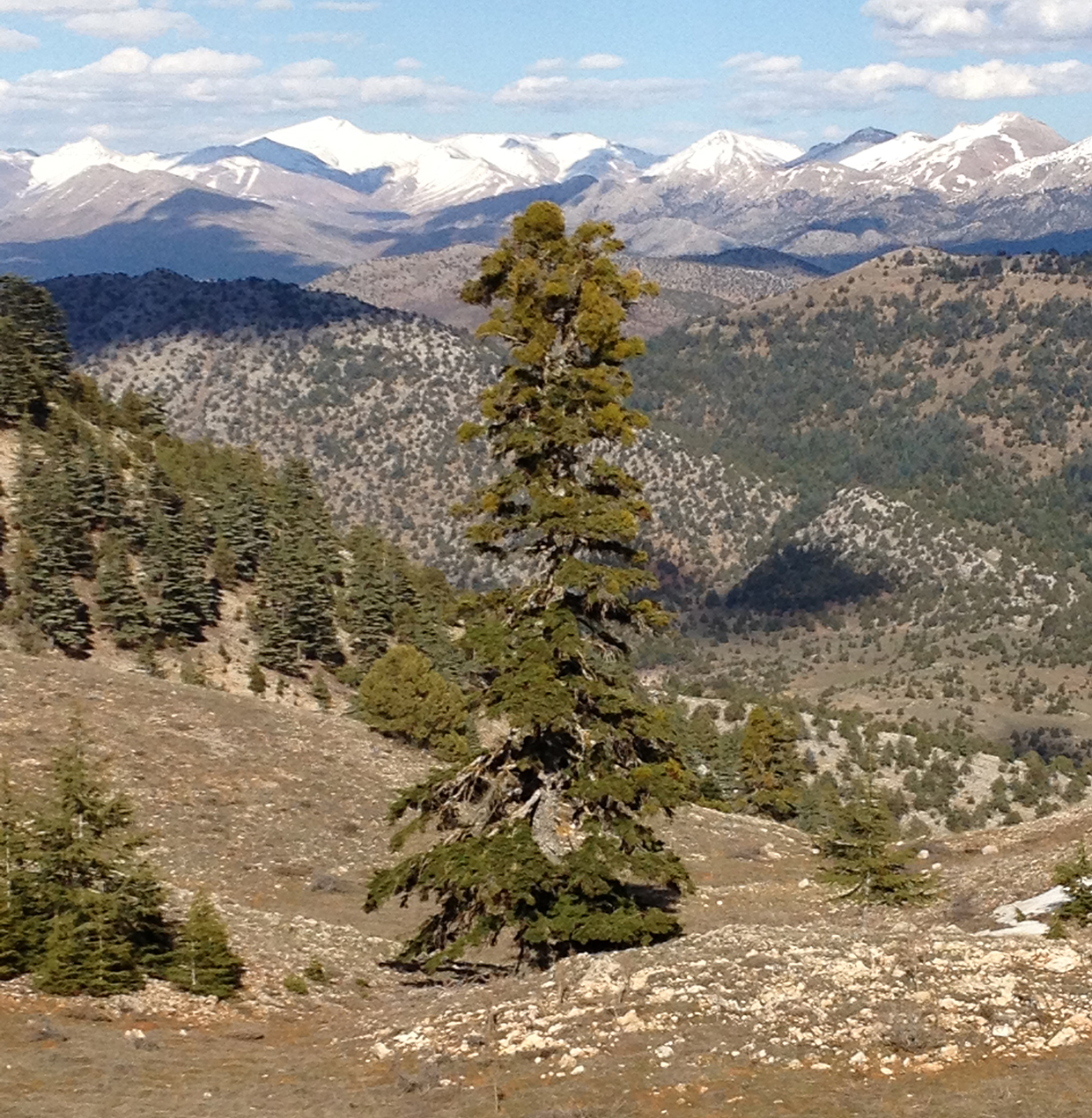
Esemplare dal Tauro

## Distribuzione e habitat
Specie endemica di Turchia (Tauro), dove può formare boschi puri e dove risiede la stragrande maggioranza della popolazione, Siria (entroterra di Laodicea), e Libano (parte settentrionale del Monte Libano) con subpopolazioni ristrette e frammentate. Predilige quote montane comprese tra i 1.000 e i 2.000 m, con piovosità annua compresa tra 1.000 e 1.500 mm, con estati calde e secche e inverni umidi e non troppo freddi. Vegeta su suoli calcarei, asciutti, ben drenati, talvolta rocciosi. Si ritrova spesso in associazione con Cedrus libani, Taxus baccata, e specie del genere Quercus; meno frequenti le associazioni con Pinus nigra e Juniperus excelsa.

## Usi
Il suo legno viene utilizzato per la fabbricazione di compensati. L'utilizzo in giardini e orti botanici è invece limitato, a causa della sua fragilità nei confronti delle gelate primaverili.

## Conservazione
Il suo areale è vasto (stima di 3.397 km²) con una buona densità vegetativa nel Tauro. Tuttavia questa specie viene considerata sensibile ai cambiamenti climatici che potrebbero aumentare il rischio di incendi boschivi e di vulnerabilità agli agenti patogeni; pertanto è inserita nella Lista rossa IUCN tra le specie prossime a essere minacciate. Le due subpopolazioni siriane e libanesi sono invece a rischio critico di estinzione a causa dell'esiguità e del degrado degli areali.